# Saint-Germain-sur-Eaulne

Saint-Germain-sur-Eaulne este o comună în departamentul Seine-Maritime, Franța. În 1 ianuarie 2022 avea o populație de 226 de locuitori.